# Narratologia

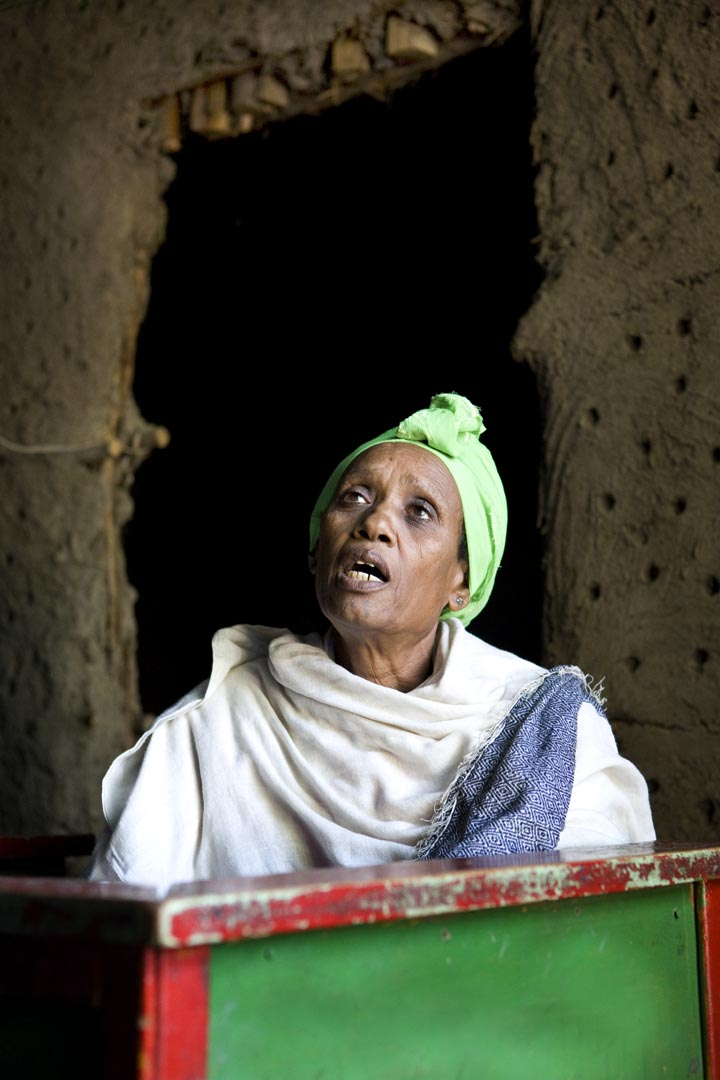
Etiopska opowiadaczka

Narratologia (fr. narratologie) – dział nauki poświęcony badaniom nad opowiadaniem fabuł (literackim – ustnym bądź pisanym, filmowym, komiksowym i każdym innym). Pojęcie zostało zaproponowane po raz pierwszy przez Tzvetana Todorova w 1969 roku i jest zaliczane do poddziedzin semiotyki.
Badania narratologiczne oparte są na metodzie strukturalnej. Centralne dla narratologii jest rozróżnienie warstwy narracyjnej danego tekstu od jego głębokiej struktury formalnej. Badania narratologiczne szczególny nacisk kładą na drugi z tych komponentów, podkreślając, że to właśnie struktura jest elementem każdorazowo generującym konkretne sensy (treść fabularną). Badanie struktury formalnej jest tu rozumiane jako wyodrębnienie zestawu pewnych elementów fabularnych (postaci, wydarzenia) i relacji, które zachodzą między nimi (chronologia i inne zależności), a także analiza występowania w tekście pewnych kategorii gramatycznych (np. czasu) i ich wpływu na znaczenie (fabułę). Do tak rozumianej analizy nie należą np. badania nad stylem. Klasycznej narratologii nie powinno się traktować jako nauki o stylach, o formie językowej, o tym, co po polsku nazywa się „narracją” (ang. narration) – w istocie bowiem jest ona nauką o „fabule” czy też „opowiadaniu” (ang. narrative). Jednak obecnie daje się zauważyć skłonność do obejmowania nazwą „narratologia” także analiz języka powieściowego.
Za najważniejszego prekursora narratologii uważa się na ogół Władimira Proppa – jego Morfologia bajki jest przykładem klasycznej analizy narratologicznej. Na podstawie dużego korpusu tekstów Propp wyprowadza zestaw reguł rządzących uporządkowaniem wewnętrznym rosyjskiej bajki magicznej. Drobiazgowa analiza narratologiczna (avant la lettre) doprowadziła Proppa do rozpoznania stałego, skończonego zestawu 31 elementów („morfemów”), z których można zbudować każdą bajkę. Sens bajki, jej ostateczna „tożsamość” wynika wyłącznie z tego, w jaki sposób składniki te zostaną uporządkowane i zhierachizowane – przy czym możliwe są pewne wariacje, tzn. pomijanie niektórych elementów. Jedynym niezmiennikiem okazuje się tu porządek: określone wydarzenia muszą zawsze zachodzić w pewnej kolejności, nawet jeśli niektóre zostaną pominięte. Także opis znaczenia postaci można dalece uprościć. Okazuje się, że ze względu na sens bajki nie jest np. istotna szczegółowa charakterystyka postaci, a jedynie ich funkcja – przede wszystkim to, czy pomagają, czy też przeszkadzają głównemu bohaterowi.
Inną prekursorką narratologii była Olga Freudenberg, której precyzyjne analizy fabuł tekstów antycznych oparte były na założeniach podobnych do Proppowskich. Kontynuatorem Proppowskiego myślenia o literaturze oralnej jest Claude Lévi-Strauss, którego analizy mitów są kolejnym klasycznym przykładem badań narratologicznych. Również typologie fabuł Arystotelesa są w jakiś sposób narratologiczne, bowiem Arystoteles ściśle oddziela warstwę zdarzeniową (typologia fabuł oparta na binarnej opozycji szczęście-nieszczęście) od językowej. Tym, co wyróżnia nowoczesną narratologię na tle dokonań jej rozmaitych prekursorów, jest dążenie do ścisłej formalizacji wyników (nawiązywanie do logiki matematycznej i semiotyki logicznej) oraz do wyczerpującego opisu danego korpusu tekstów.
Sławnymi narratologami są (lub bywali) także: Claude Bremond, Roland Barthes, Gérard Genette, Algirdas Julien Greimas, Tzvetan Todorov, Christian Metz, Umberto Eco, Seymour Chatman, Gerald Prince, Jonathan Culler, Mieke Bal, Roger Fowler, Shlomith Rimmon-Kenan.